# Bobsleigh nos Jogos Olímpicos de Inverno de 2010 - Duplas femininas
As competições de duplas femininas do bobsleigh nos Jogos Olímpicos de Inverno de 2010 foram disputadas no Whistler Sliding Centre em Whistler, Colúmbia Britânica, entre 23 e 24 de fevereiro.

## Medalhistas
| Ouro   | CAN Kaillie Humphries e Heather Moyse  |
| Prata  | CAN Helen Upperton e Shelley-Ann Brown |
| Bronze | USA Erin Pac e Elana Meyers            |

## Resultados
| Pos.              | BIB | Atleta                                                       | 1ª descida | 1ª descida | 2ª descida | 2ª descida | 3ª descida | 3ª descida | 4ª descida | 4ª descida | Tempo total | Dif.    |
| Pos.              | BIB | Atleta                                                       | ST         | TT         | ST         | TT         | ST         | TT         | ST         | TT         | Tempo total | Dif.    |
| ----------------- | --- | ------------------------------------------------------------ | ---------- | ---------- | ---------- | ---------- | ---------- | ---------- | ---------- | ---------- | ----------- | ------- |
| Medalha de ouro   | 2   | CAN Canadá (CAN-1) Kaillie Humphries Heather Moyse           | 5.12       | 53.19      | 5.11       | 53.01      | 5.11       | 52.85      | 5.17       | 53.23      | 3:32.28     | +0.00   |
| Medalha de prata  | 5   | CAN Canadá (CAN-2) Helen Upperton Shelley-Ann Brown          | 5.17       | 53.50      | 5.18       | 53.12      | 5.18       | 53.34      | 5.18       | 53.17      | 3:33.13     | +0.85   |
| Medalha de bronze | 6   | USA Estados Unidos (USA-2) Erin Pac Elana Meyers             | 5.17       | 53.28      | 5.15       | 53.05      | 5.16       | 53.29      | 5.23       | 53.78      | 3:33.40     | +1.12   |
| 4                 | 1   | GER Alemanha (GER-1) Sandra Kiriasis Christin Senkel         | 5.27       | 53.41      | 5.25       | 53.23      | 5.26       | 53.58      | 5.26       | 53.59      | 3:33.81     | +1.53   |
| 5                 | 9   | USA Estados Unidos (USA-3) Bree Schaaf Emily Azevedo         | 5.30       | 53.76      | 5.28       | 53.33      | 5.30       | 53.56      | 5.27       | 53.40      | 3:34.05     | +1.77   |
| 6                 | 4   | USA Estados Unidos (USA-1) Shauna Rohbock Michelle Rzepka    | 5.20       | 53.73      | 5.19       | 53.36      | 5.20       | 53.53      | 5.18       | 53.44      | 3:34.06     | +1.78   |
| 7                 | 7   | GER Alemanha (GER-3) Claudia Schramm Janine Tischer          | 5.30       | 53.65      | 5.28       | 53.57      | 5.32       | 53.81      | 5.29       | 53.65      | 3:34.68     | +2.40   |
| 8                 | 11  | NED Países Baixos (NED-1) Esme Kamphuis Tine Veenstra        | 5.24       | 53.81      | 5.22       | 53.59      | 5.24       | 54.09      | 5.23       | 53.65      | 3:35.14     | +2.86   |
| 9                 | 14  | RUS Rússia (RUS-1) Anastasia Skulkina Elena Doronina         | 5.38       | 54.38      | 5.36       | 53.64      | 5.37       | 54.08      | 5.35       | 53.83      | 3:35.93     | +3.65   |
| 10                | 12  | SUI Suíça (SUI-2) Fabienne Meyer Hanne Schenk                | 5.29       | 54.04      | 5.29       | 54.27      | 5.32       | 54.00      | 5.31       | 53.82      | 3:36.13     | +3.85   |
| 11                | 13  | GBR Grã-Bretanha (GBR-2) Paula Walker Kelly Thomas           | 5.36       | 54.19      | 5.32       | 53.58      | 5.39       | 54.47      | 5.38       | 53.94      | 3:36.18     | +3.90   |
| 12                | 8   | SUI Suíça (SUI-1) Sabina Hafner Caroline Spahni              | 5.32       | 54.18      | 5.31       | 54.70      | 5.30       | 53.87      | 5.32       | 54.09      | 3:36.84     | +4.56   |
| 13                | 16  | ITA Itália (ITA-1) Jessica Gillarduzzi Laura Curione         | 5.28       | 54.15      | 5.24       | 54.37      | 5.28       | 54.40      | 5.27       | 54.11      | 3:37.03     | +4.75   |
| 14                | 18  | BEL Bélgica (BEL-1) Elfje Willemsen Eva Willemarck           | 5.41       | 54.27      | 5.38       | 54.40      | 5.46       | 54.64      | 5.42       | 54.17      | 3:37.48     | +5.20   |
| 15                | 17  | ROU Romênia (ROU-1) Carmen Radenovic Alina Vera Savin        | 5.46       | 54.41      | 5.48       | 54.46      | 5.52       | 54.82      | 5.50       | 54.58      | 3:38.27     | +5.99   |
| 16                | 20  | JPN Japão (JPN-1) Manami Hino Konomi Asazu                   | 5.56       | 54.64      | 5.55       | 54.78      | 5.50       | 54.65      | 5.54       | 54.31      | 3:38.38     | +6.10   |
| 17                | 19  | IRL Irlanda (IRL-1) Aoife Hoey Claire Bergin                 | 5.44       | 55.04      | 5.43       | 54.49      | 5.43       | 54.73      | 5.44       | 54.58      | 3:38.84     | +6.56   |
| 18                | 15  | RUS Rússia (RUS-2) Olga Fedorova Yulia Timofeeva             | 5.20       | 54.40      | 5.20       | 55.21      | 5.20       | 54.40      | 5.20       | 57.39      | 3:41.40     | +9.12   |
| 19                | 21  | AUS Austrália (AUS-1) Astrid Loch-Wilkinson Cecilia McIntosh | 5.45       | 54.85      | 5.51       | 54.66      | 5.47       | 55.16      | 0.00 !     | 0.00 !     | 2:44.67     | +9.99 ! |
| 99 !              | 10  | GBR Grã-Bretanha (GBR-1) Nicola Minichiello Gillian Cooke    | 5.27       | 53.85      | 5.28       | 53.73      | 5.29       | 55.87      | 0.00 !     | DNS        | 9:99.99 !   | +9.99 ! |
| 99 !              | 3   | GER Alemanha (GER-2) Cathleen Martini Romy Logsch            |            | DSQ        | 0.00 !     | 0.00 !     | 0.00 !     | 0.00 !     | 0.00 !     | 0.00 !     | 9:99.99 !   | +9.99 ! |

Legenda
| Recorde mundial      | Recorde mundial (World record)               |                       | Recorde africano                      | Recorde africano (African) |                                           | Q | Classificado por posição (Qualified) |
| Recorde olímpico     | Recorde olímpico (Olympic record)            | Recorde da América    | Recorde da América (Americas)         | q                          | Classificado por melhor tempo (Qualified) |   |                                      |
| Melhor marca do ano  | Melhor marca do ano (World leading)          | Recorde asiático      | Recorde asiático (Asian)              | DNS                        | Não largou (Did not start)                |   |                                      |
| Recorde nacional     | Recorde nacional (National record)           | Recorde europeu       | Recorde europeu (European)            | DNF                        | Não terminou (Did not finish)             |   |                                      |
| Recorde pessoal      | Recorde pessoal do atleta (Personal best)    | Recorde da Oceania    | Recorde da Oceania (Oceania)          | DSQ / DQ                   | Desclassificado (Disqualified)            |   |                                      |
| Recorde da temporada | Recorde da temporada do atleta (Season best) | Recorde sul-americano | Recorde sul-americano (South America) | NM                         | Sem marca (No mark)                       |   |                                      |